# 布爾諾
布爾諾（捷克語： 捷克語發音：[ˈbr̩no] ⓘ，Brin），或譯布隆，是捷克共和国的第二大城市，位于国土东南部，南摩拉維亞州的中心地带，现为州府，也是摩拉维亚的教育与科技中心。
布尔诺是捷克共和国的特权市，城市总面积为230.18平方公里，居住人口超过40万，而布尔诺大都会区的总人口则约为70万。无论按人口或面积排名都仅次于首都布拉格，排名捷克第二。
布尔诺是摩拉維亞地区最大的城市及其历史上的首都。自1641年起就成為摩拉维亚的中心城市，現在构成独立的布尔诺市区。布尔诺也是捷克共和国的司法中心，是宪法法院、最高法院、最高行政法院和最高检察院的所在地。作为重要的行政中心，布尔诺还设有多家具有国家级职能的机构，包括捷克公共权利保护人办公室、经济竞争保护局以及国家农业与食品检验局。根据法律规定，布尔诺还设有捷克电视台布尔诺分台和捷克广播布尔诺分台的工作室。
布尔诺以其悠久的历史、丰富的文化以及多样的建筑风格著称，城内著名的景点包括史皮尔伯克城堡、圣彼得与保罗大教堂、以及被列为联合国教科文组织世界遗产的图根哈特别墅。斯维特卡河与斯维塔瓦河在南城交汇。

## 名称
布尔诺的名称最早在12世纪以“Brnen”的形式出现。在12世纪的文献中首次提到布尔诺名称，形式有“Brnen”、“Brenne”、“Brynen”和“Birnen”，这些名称用来指布尔诺城堡。《布拉格编年史》详细记载了1091年弗拉迪斯拉夫一世领军进入摩拉维亚并围攻布尔诺城堡。
形容词“brnný”是布尔诺名称的来源，意指“泥土的”，源自名词“brn”，意为“泥土”或“淤泥”。布尔诺城堡因建于富含泥土的山丘上得名。后来，“Brnno”这一词形指代城堡附近的村庄。拉丁语“Brunna”和德语“Brünn”沿用了捷克语的发音模式。 犹太人用希伯来语称其为“מברונא”（Brona），在意第绪语中称为“ברין”（Brin）。

## 歷史
5世紀開始已經有人居住，至1243年獲得特許狀。14世紀當局輪流在布爾諾與奧洛穆茨召開地區議會。胡斯戰爭時的親胡斯軍隊、三十年戰爭的瑞典，以至普魯士在1742年的攻勢，都未能讓這座城陷落。
1777年升為教區。18世紀開始工業化，被譽為「摩拉維亞的曼徹斯特」。1847年安裝煤氣街燈，1867年開始電車服務。但同時舊城堡亦成為監獄，囚禁奧匈帝國的政治犯。该区域历史上一直是德意志人聚居区。
在捷克斯洛伐克成立的同一年（1919年），马萨里克大学成為捷克第二所大學。第二次世界大戰期間遭受嚴重破壞。1944年至1945年间，盟军多次轰炸布爾諾，至少造成1,200人受伤，1,278座建筑物被毁。战后该地区德意志人都被驱逐。戰前當地是現代主義文化的中心之一。由密斯·凡·德羅設計的圖根哈特別墅在2002年被列入世界文化遺產。在布尔诺的聖湯瑪斯修道院，遗传学家孟德尔完成了豌豆花杂交实验，提出了遗传学定律。

## 名人
- 遺傳學的奠基人孟德爾自1854年在這裡工作，並在這裡去世。
- 著名作家米蘭·昆德拉、數學家哥德爾、建築師阿多夫·洛斯在這裡出生。

## 建築
- AZ大廈

## 姐妹城市
- 奥地利聖帕爾滕、維也納
- 德国斯图加特
- 俄羅斯莫斯科
- 斯洛伐克布拉提斯拉瓦
- 保加利亚普羅夫迪夫
- 法國雷恩
- 英国利茲
- 德国斯圖加特、萊比錫
- 立陶宛考那斯
- 荷蘭烏得勒支
- 波蘭波茲南
- 俄羅斯沃羅湼日
- 美国達拉斯
- 中華民國桃園市

## 圖集

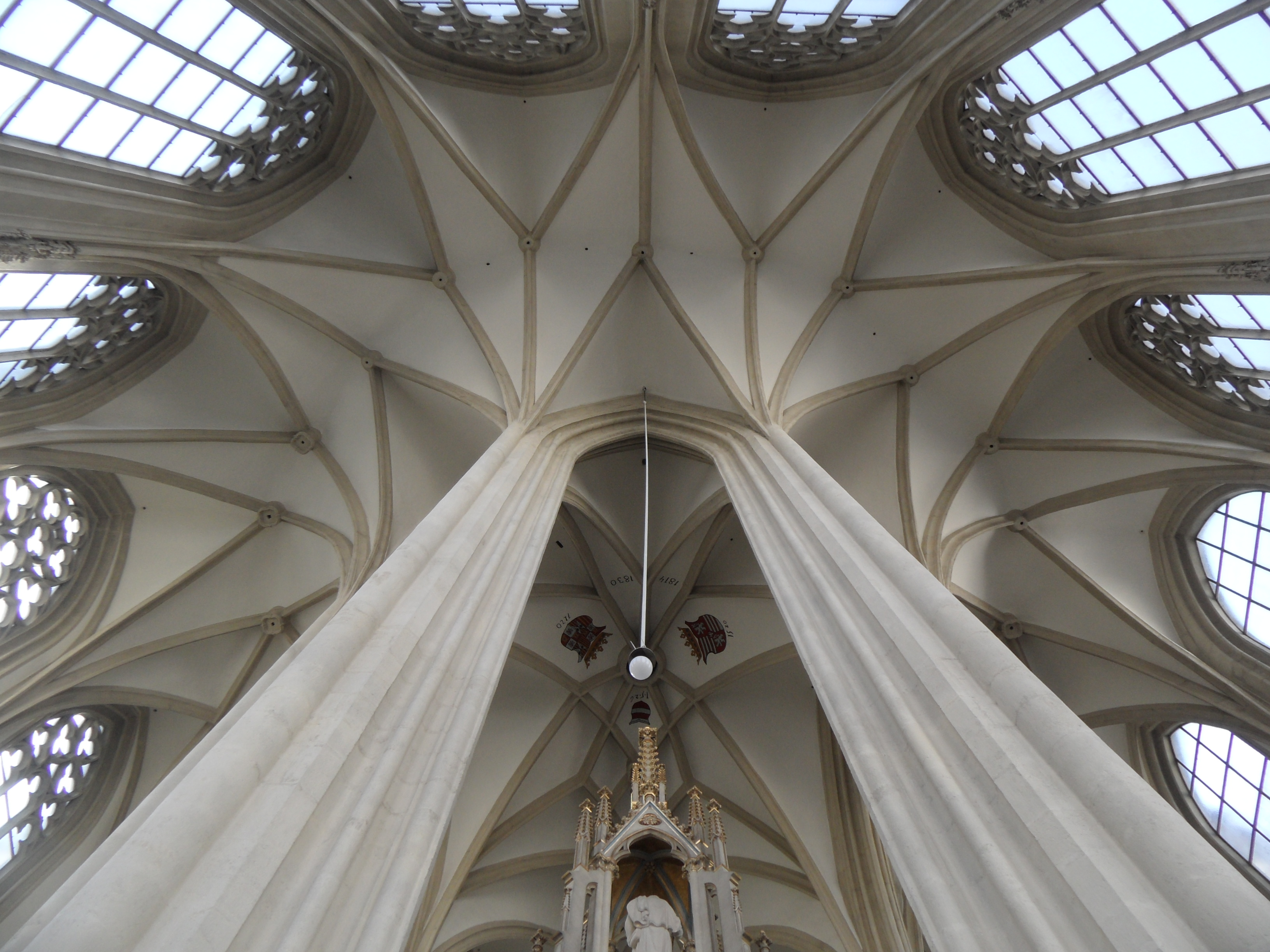
圣雅各伯教堂
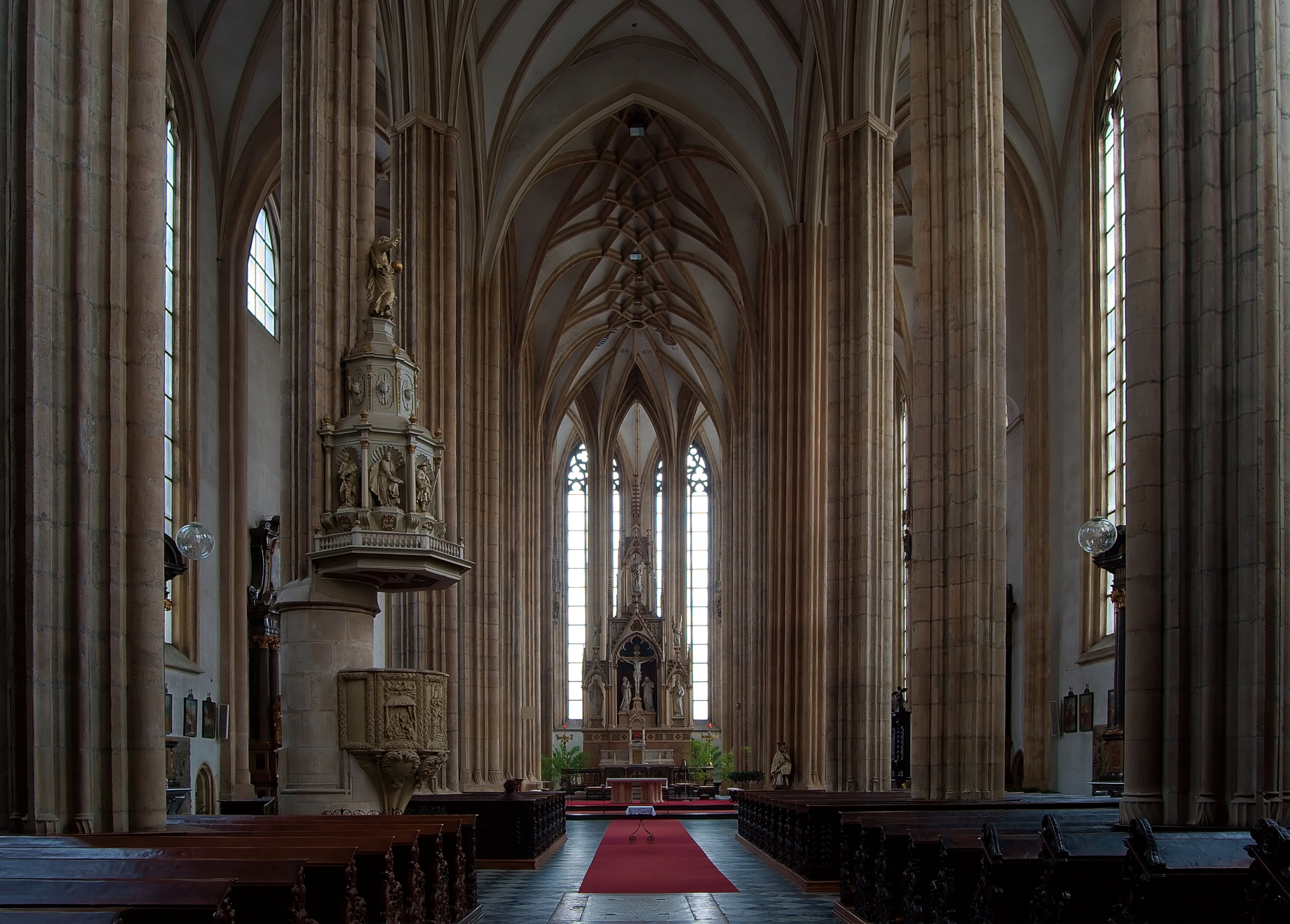
圣雅各伯教堂
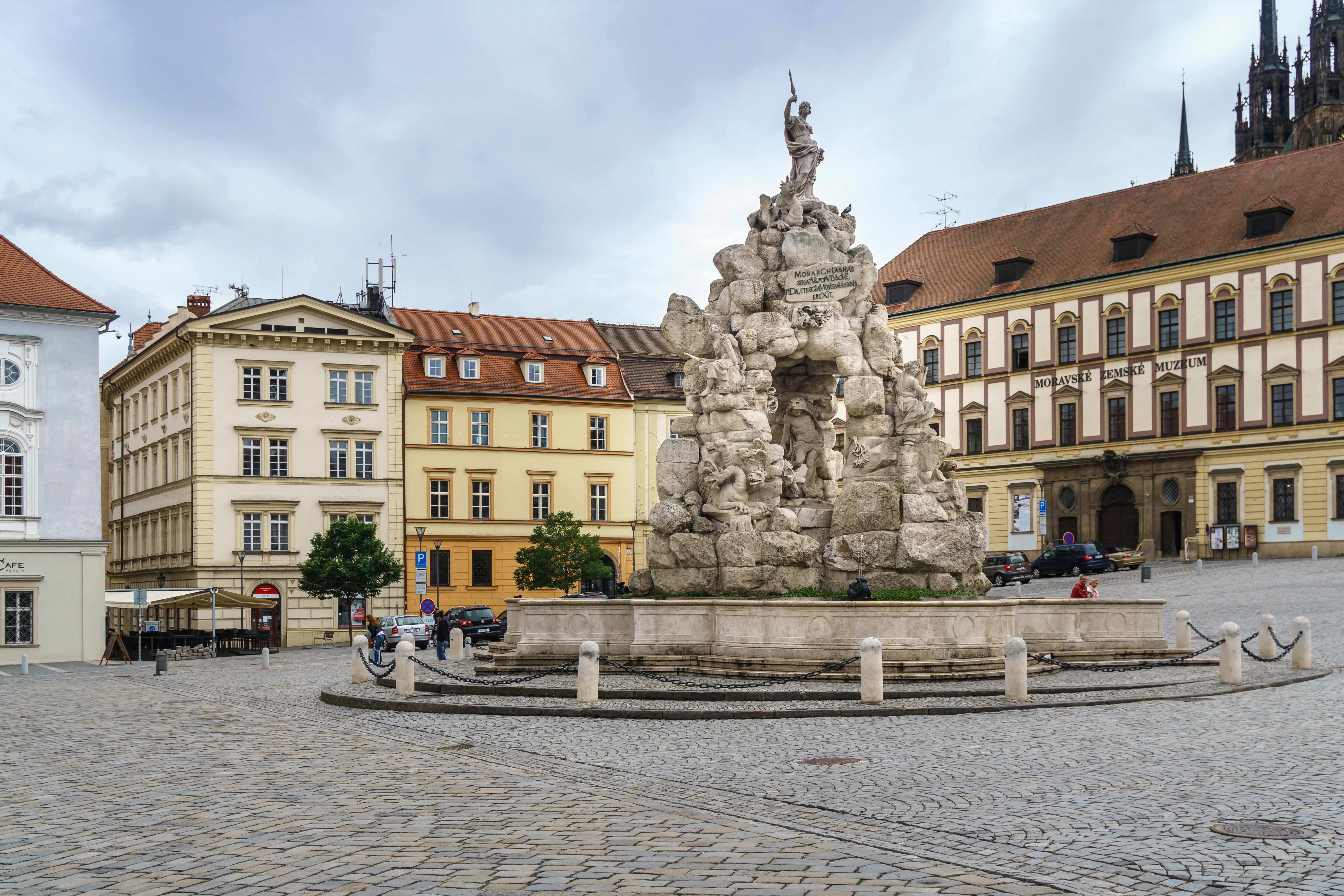
帕纳瑟斯喷泉
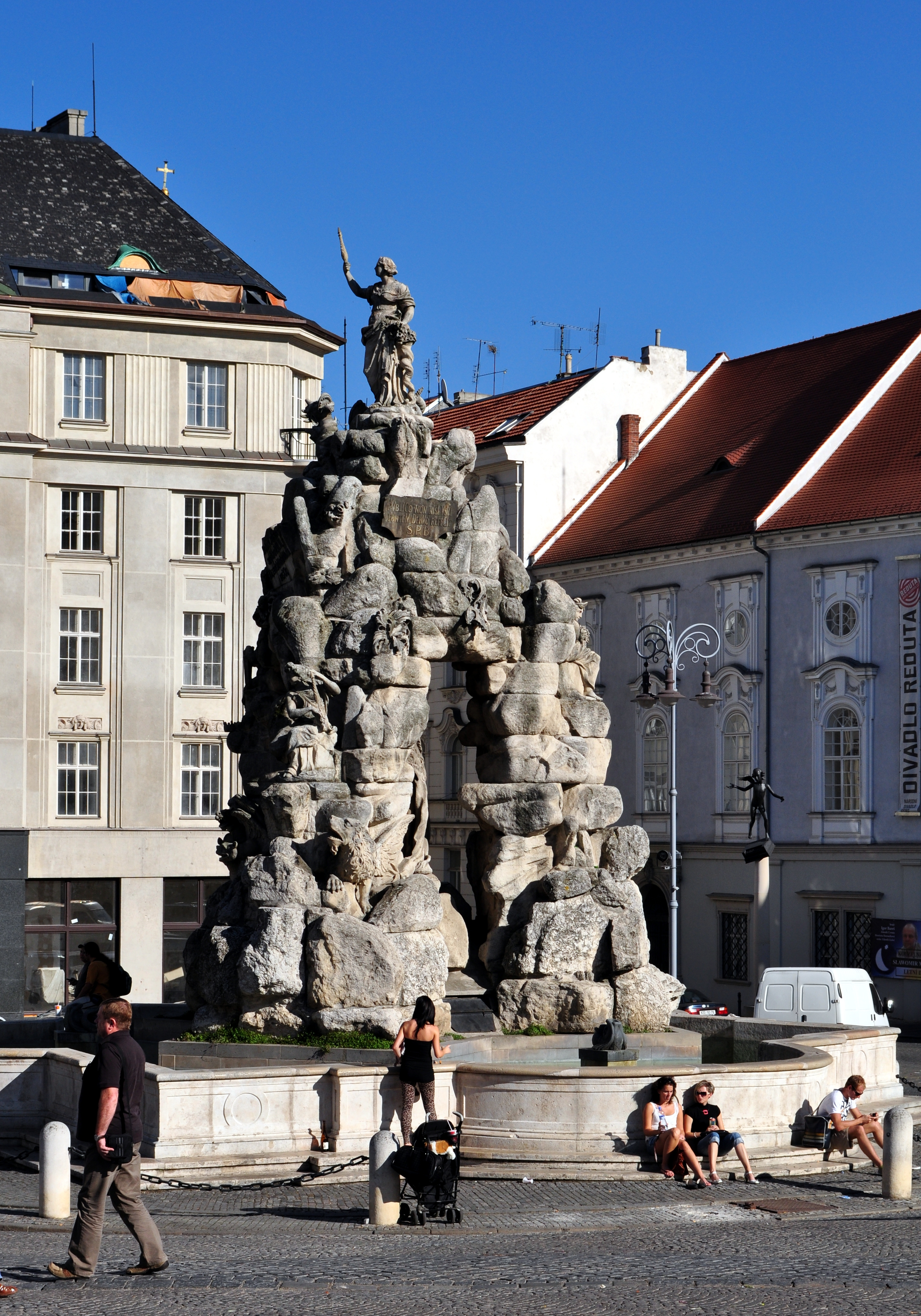
帕纳瑟斯喷泉
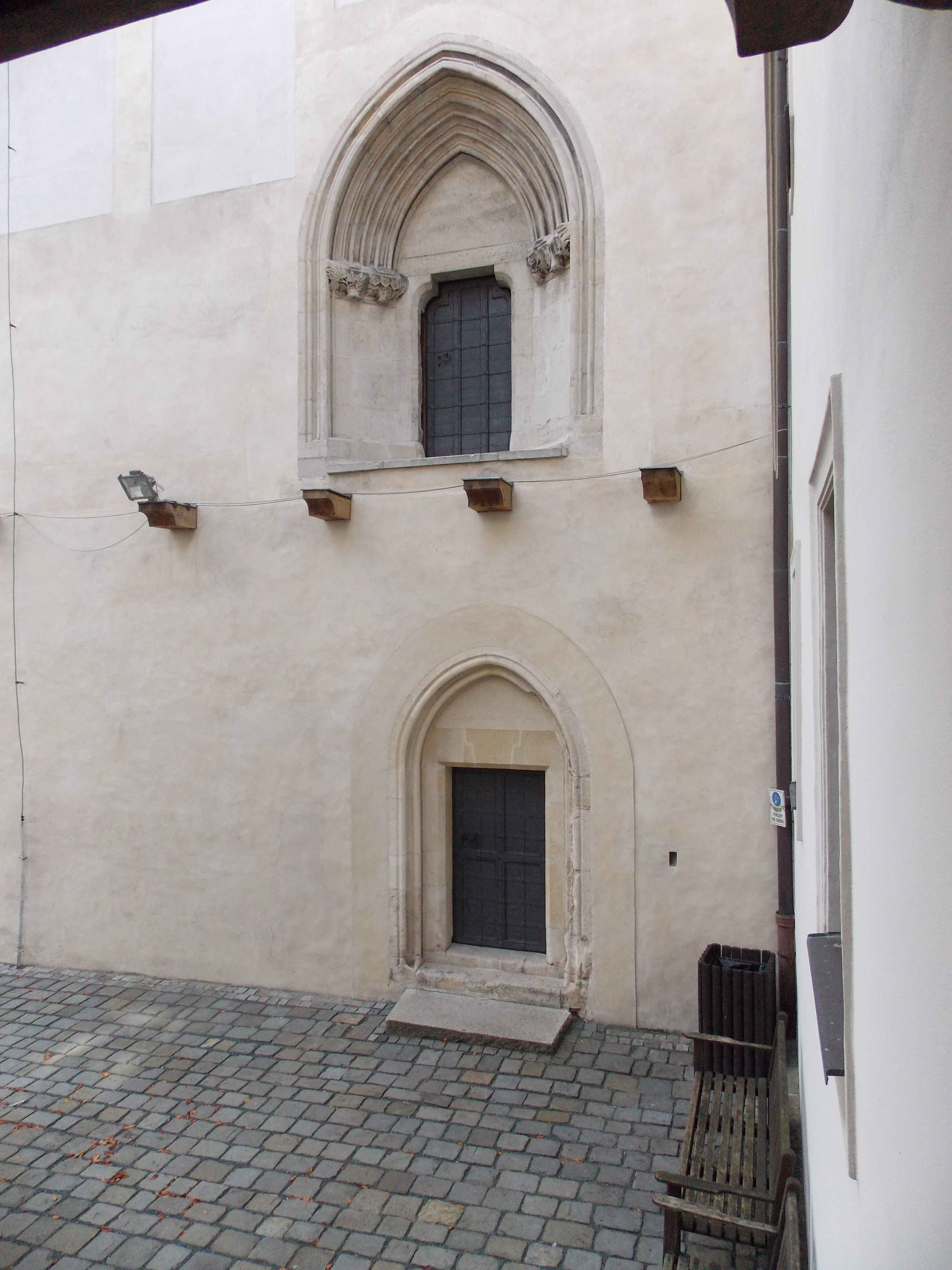
斯皮爾博城堡
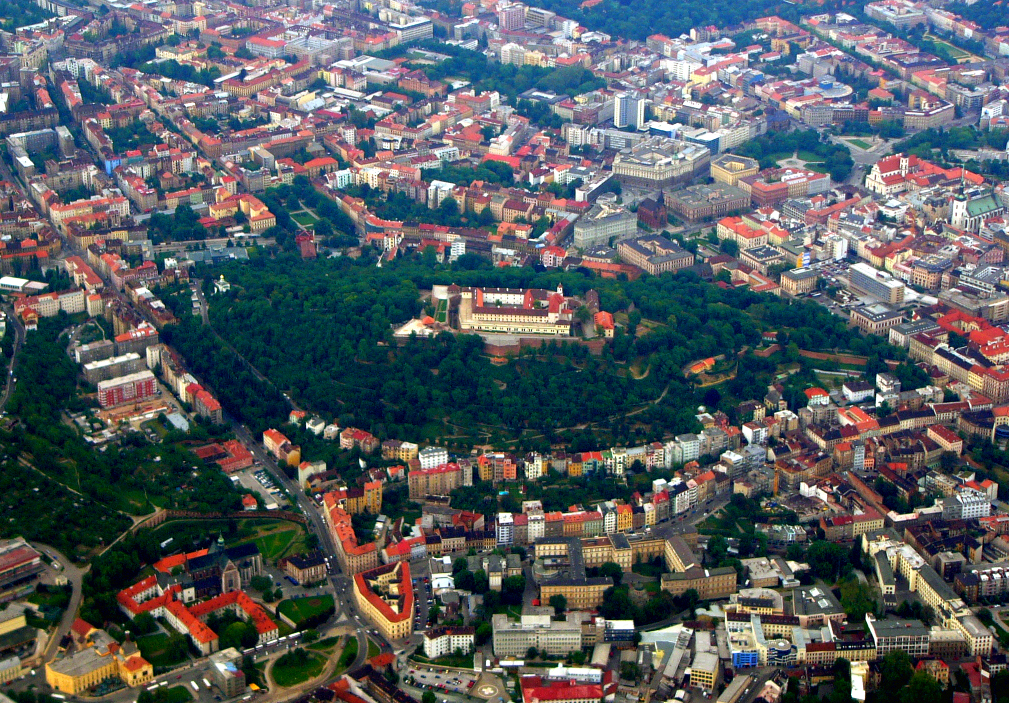
斯皮爾博城堡
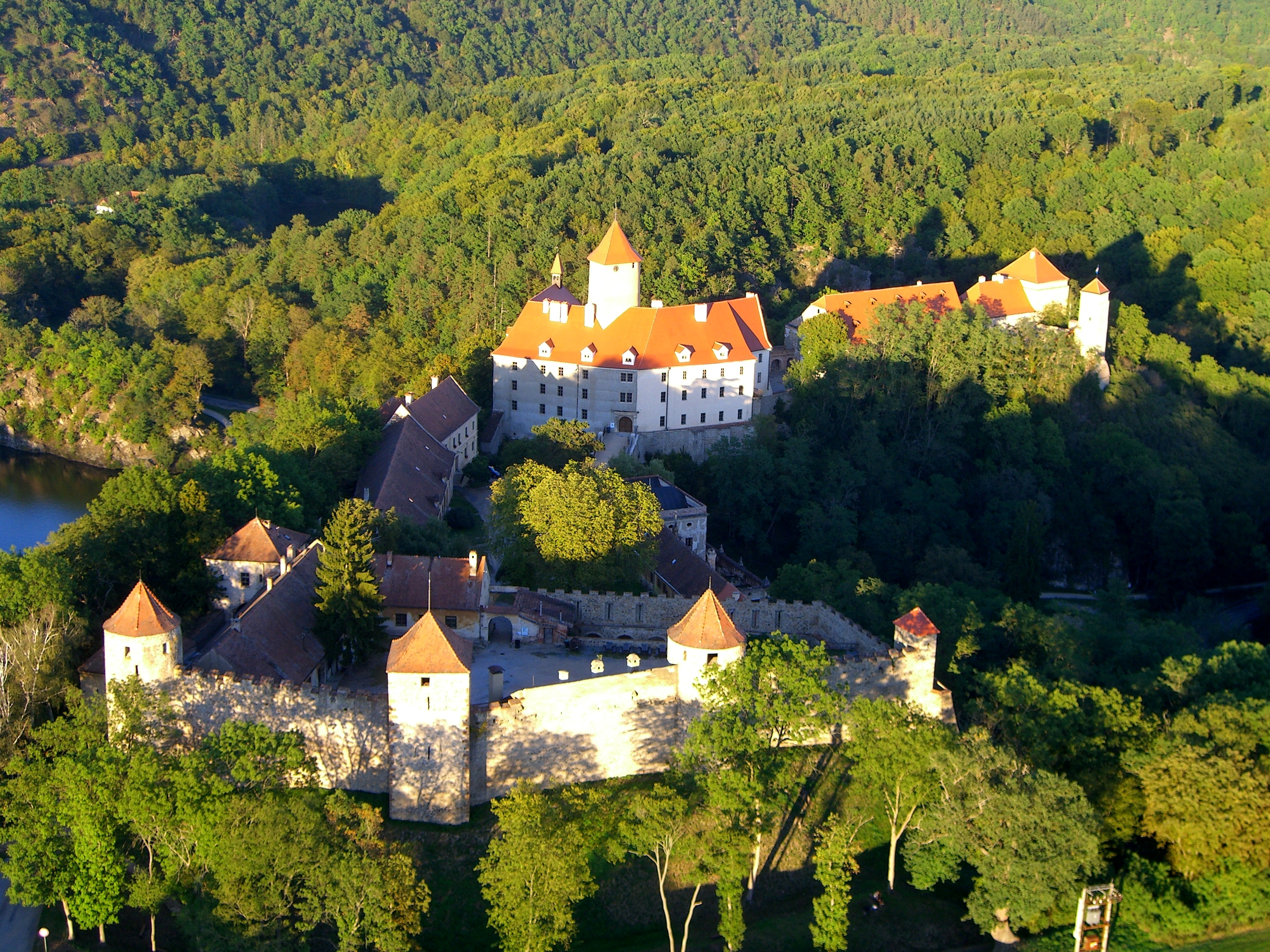
維維日城堡
圣多默教堂
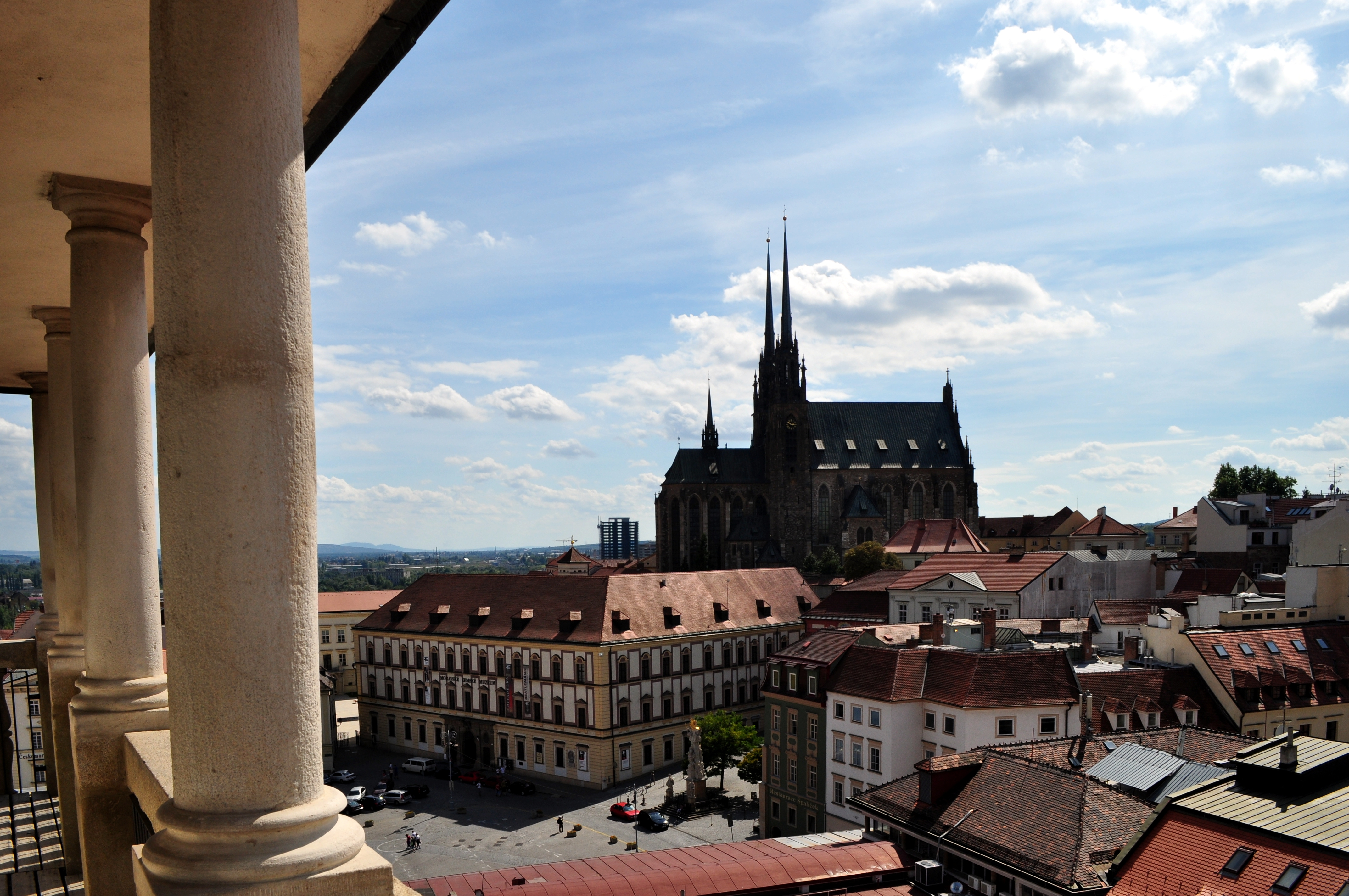
圣伯多禄圣保禄主教座堂
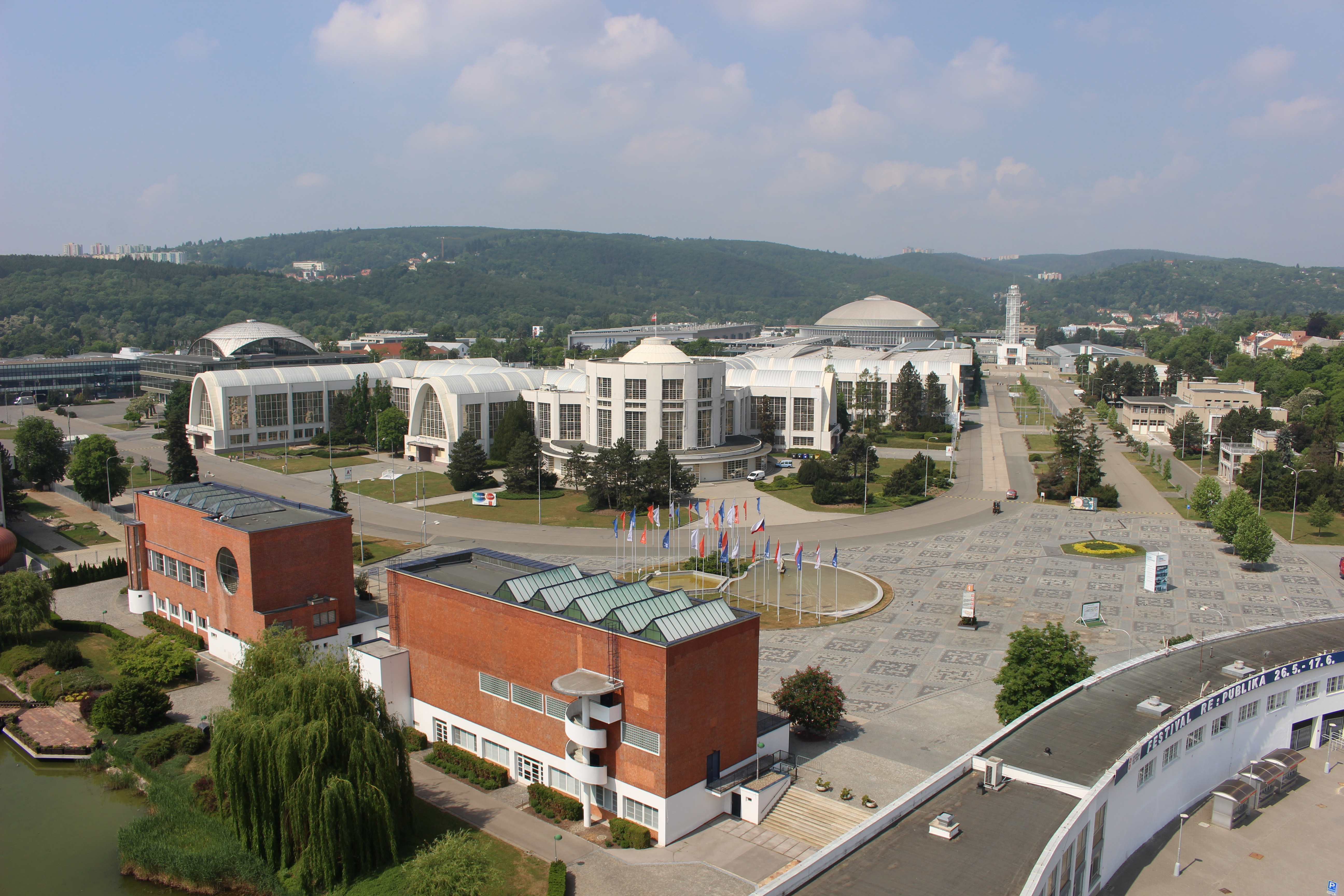
布爾諾展覽中心
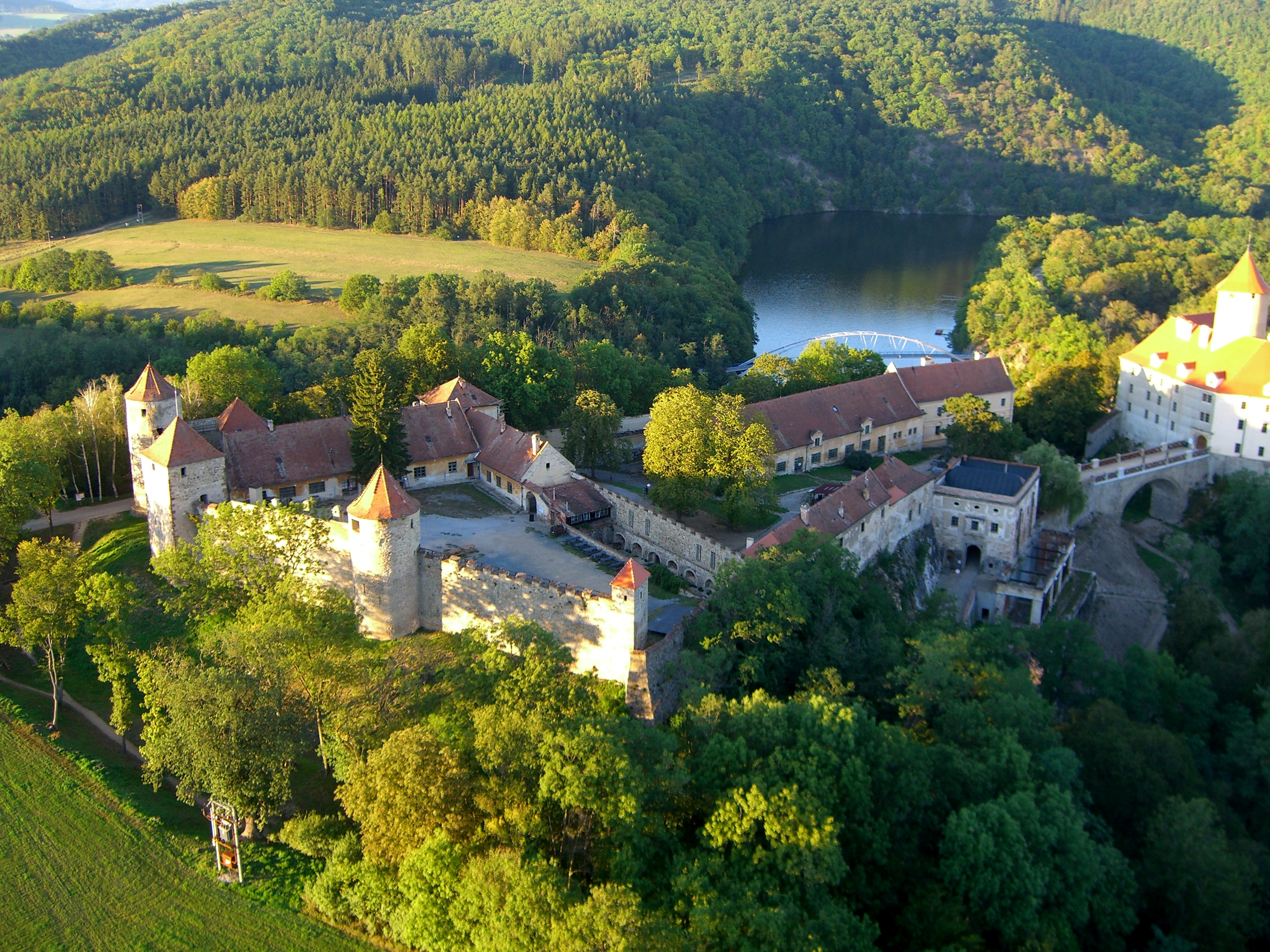
維維日城堡
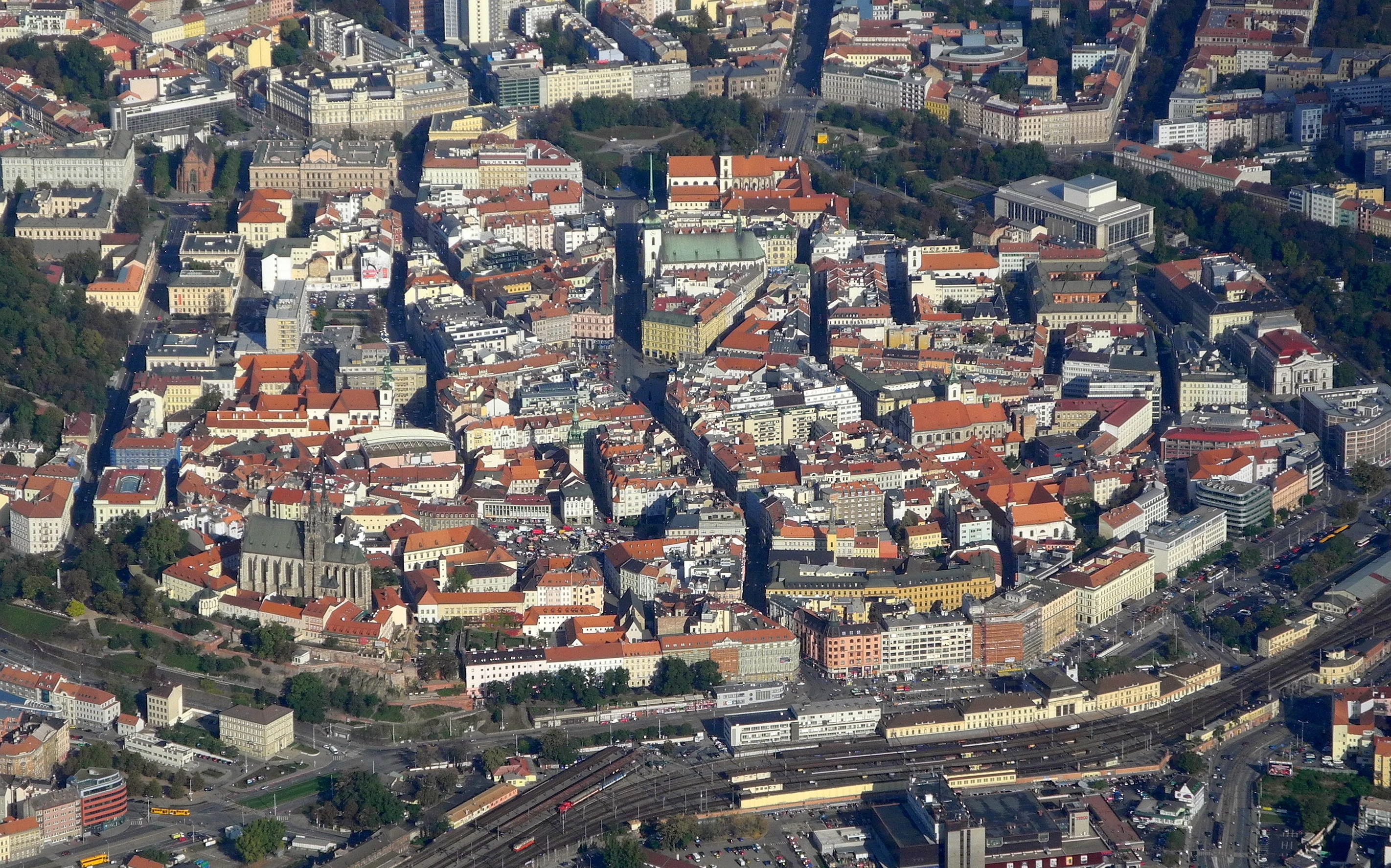
布爾諾環城大道
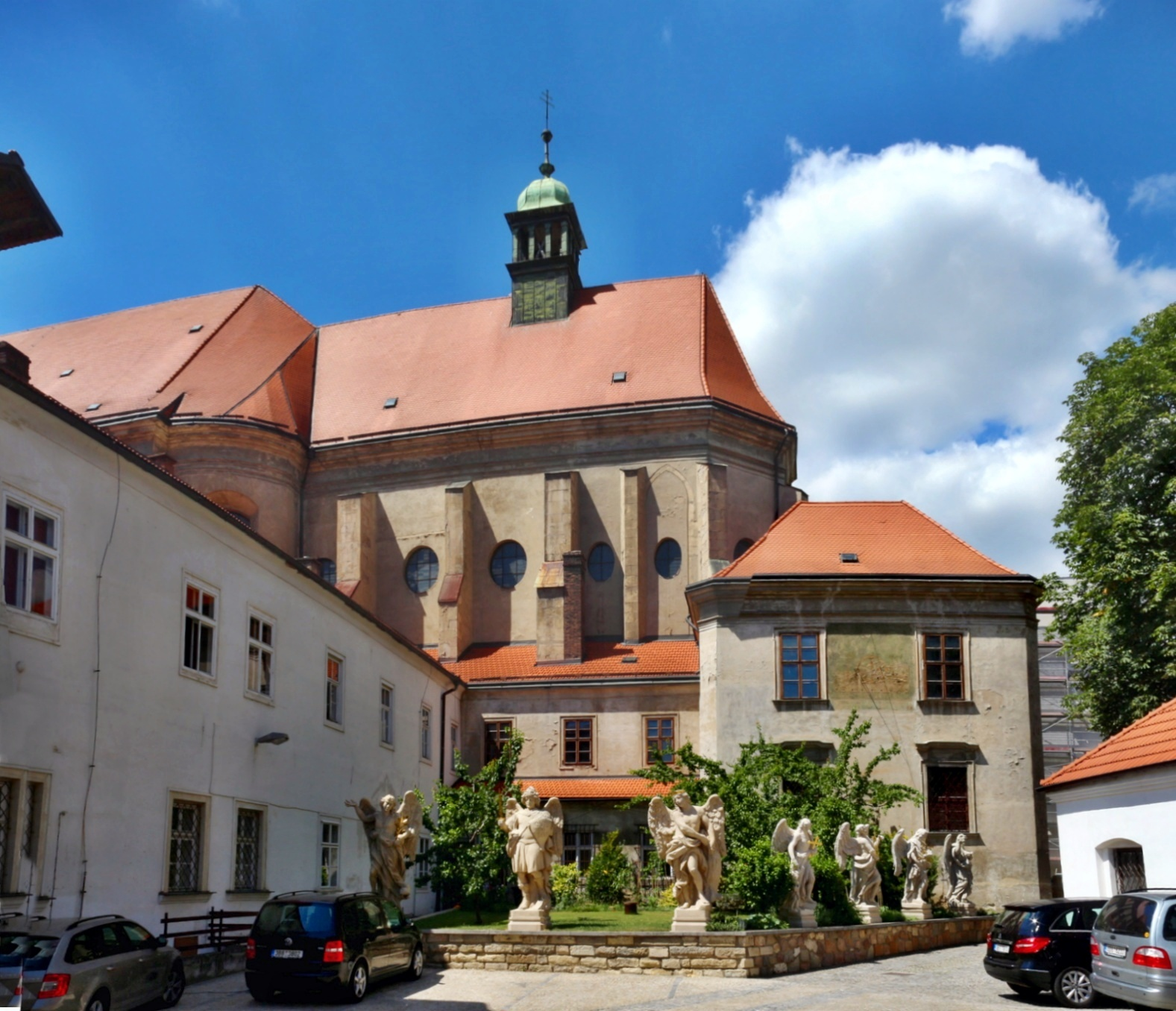
圣若望教堂
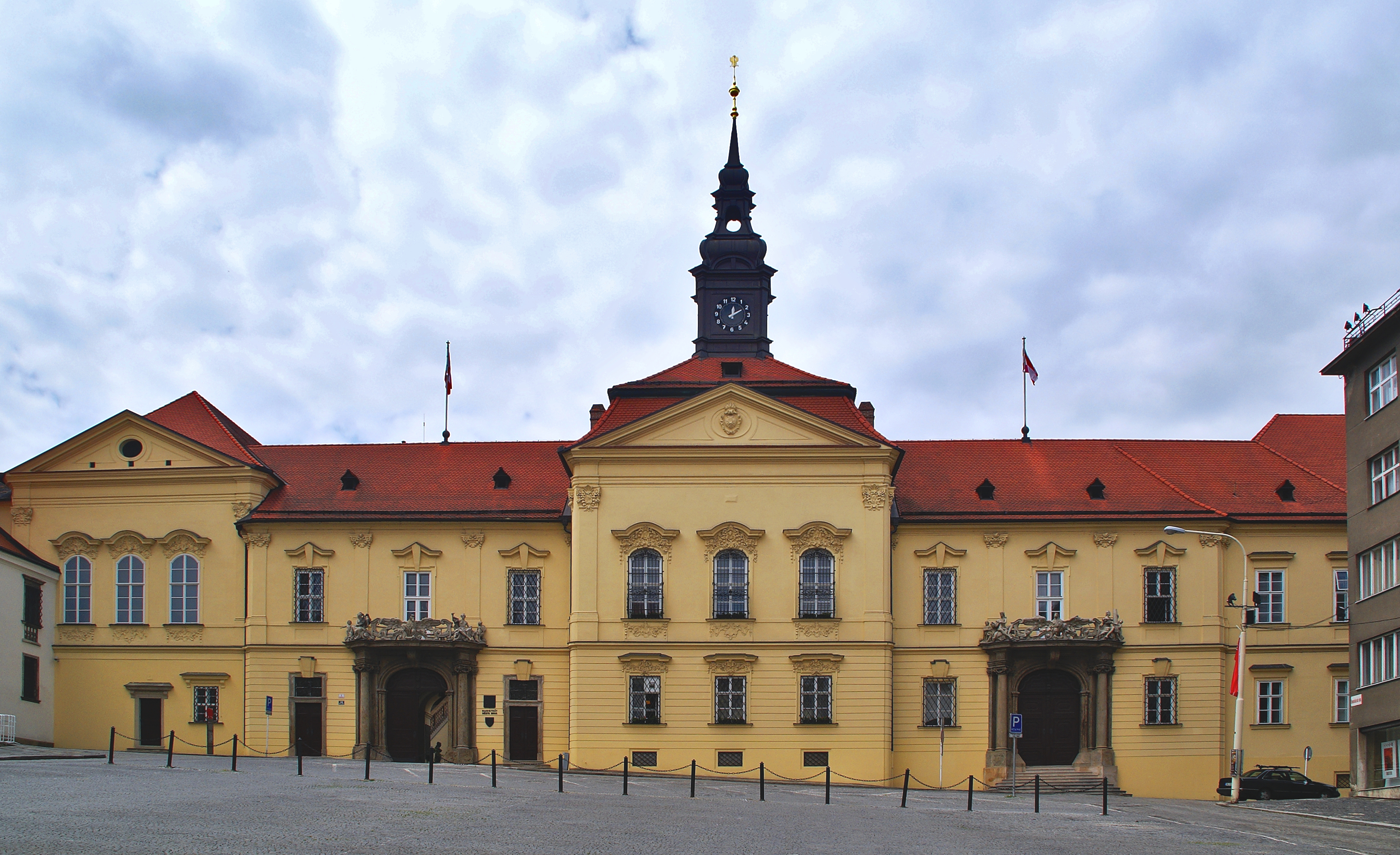
新市政廳
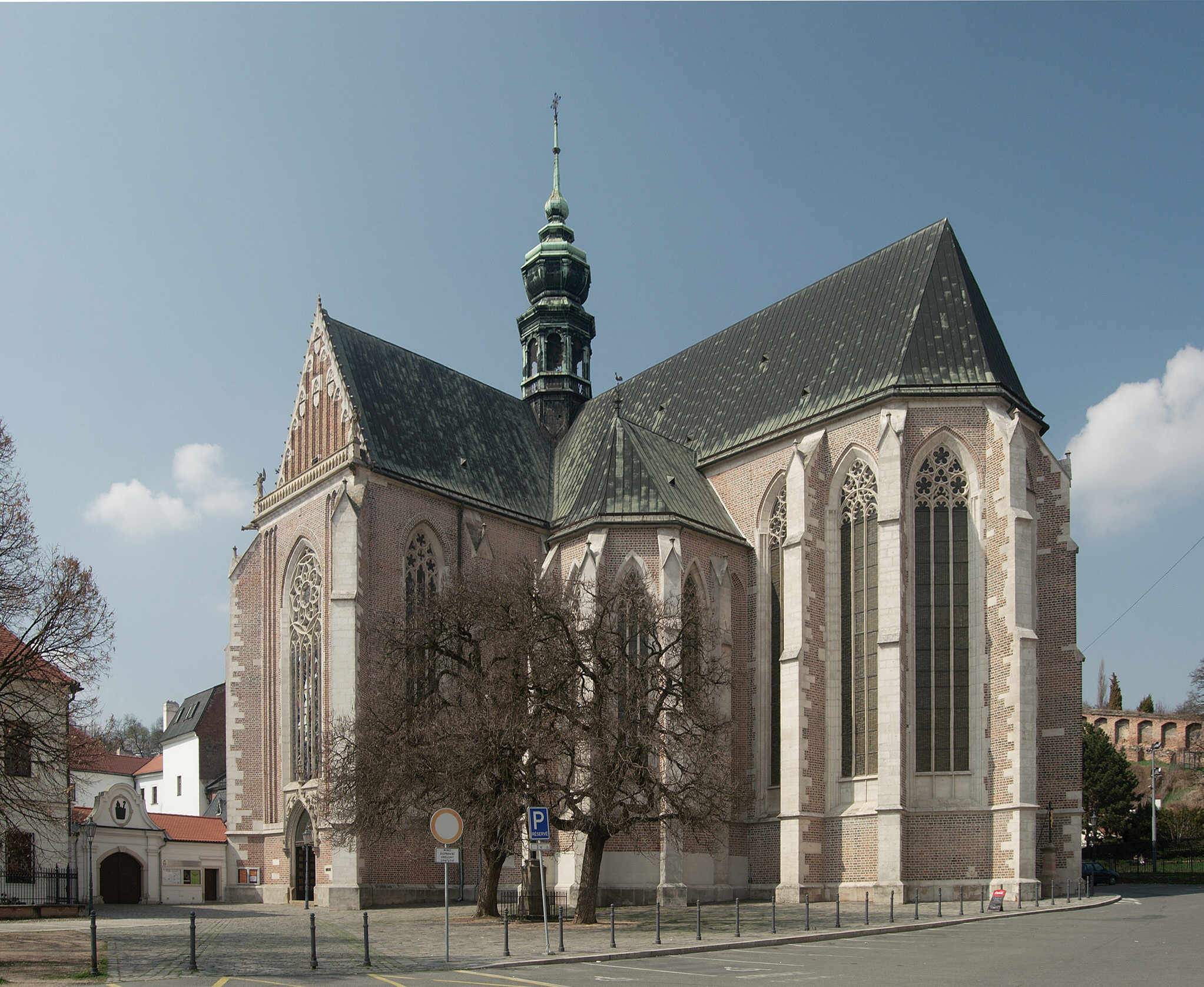
圣母升天圣殿
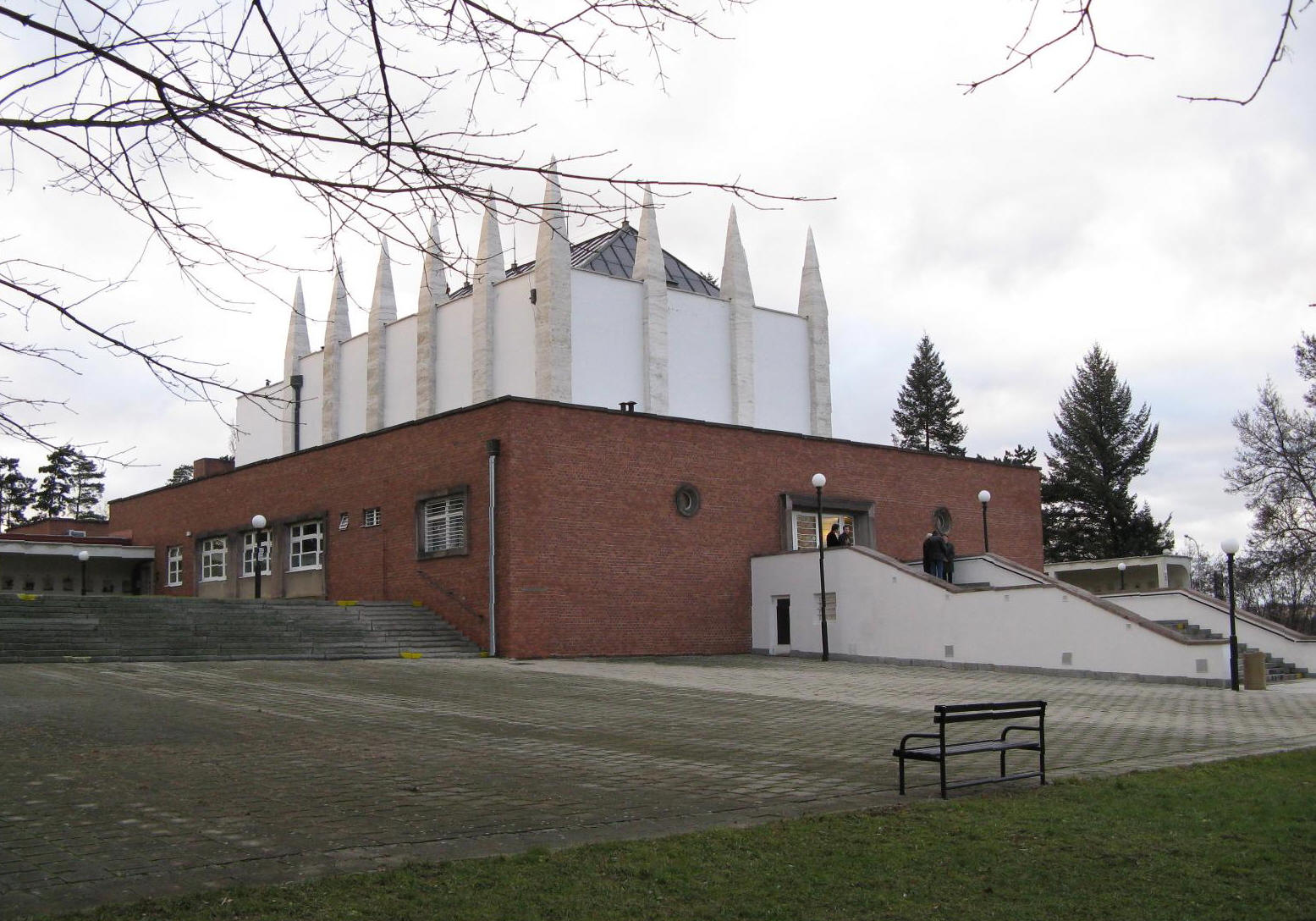
布爾諾火葬場
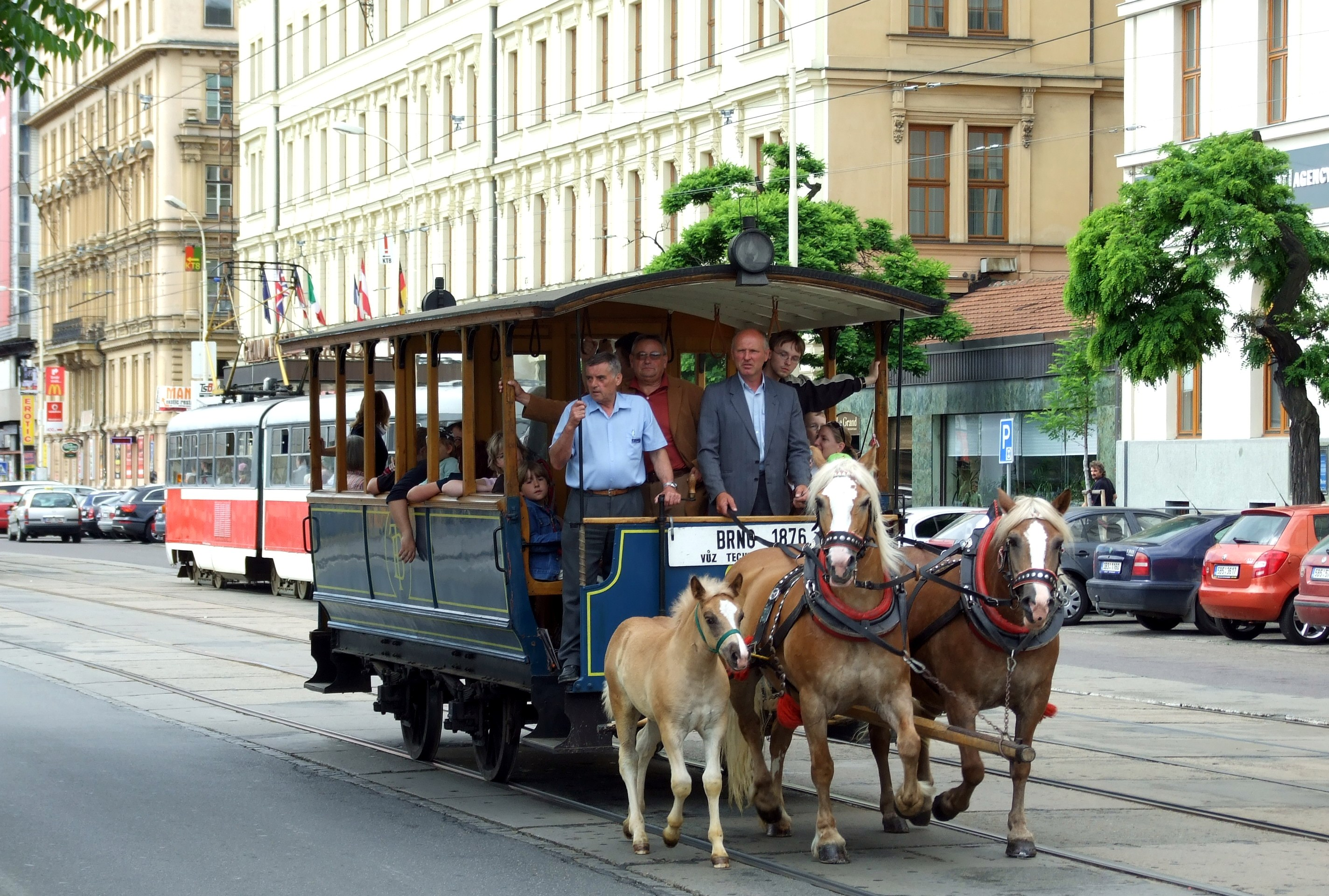
馬電車
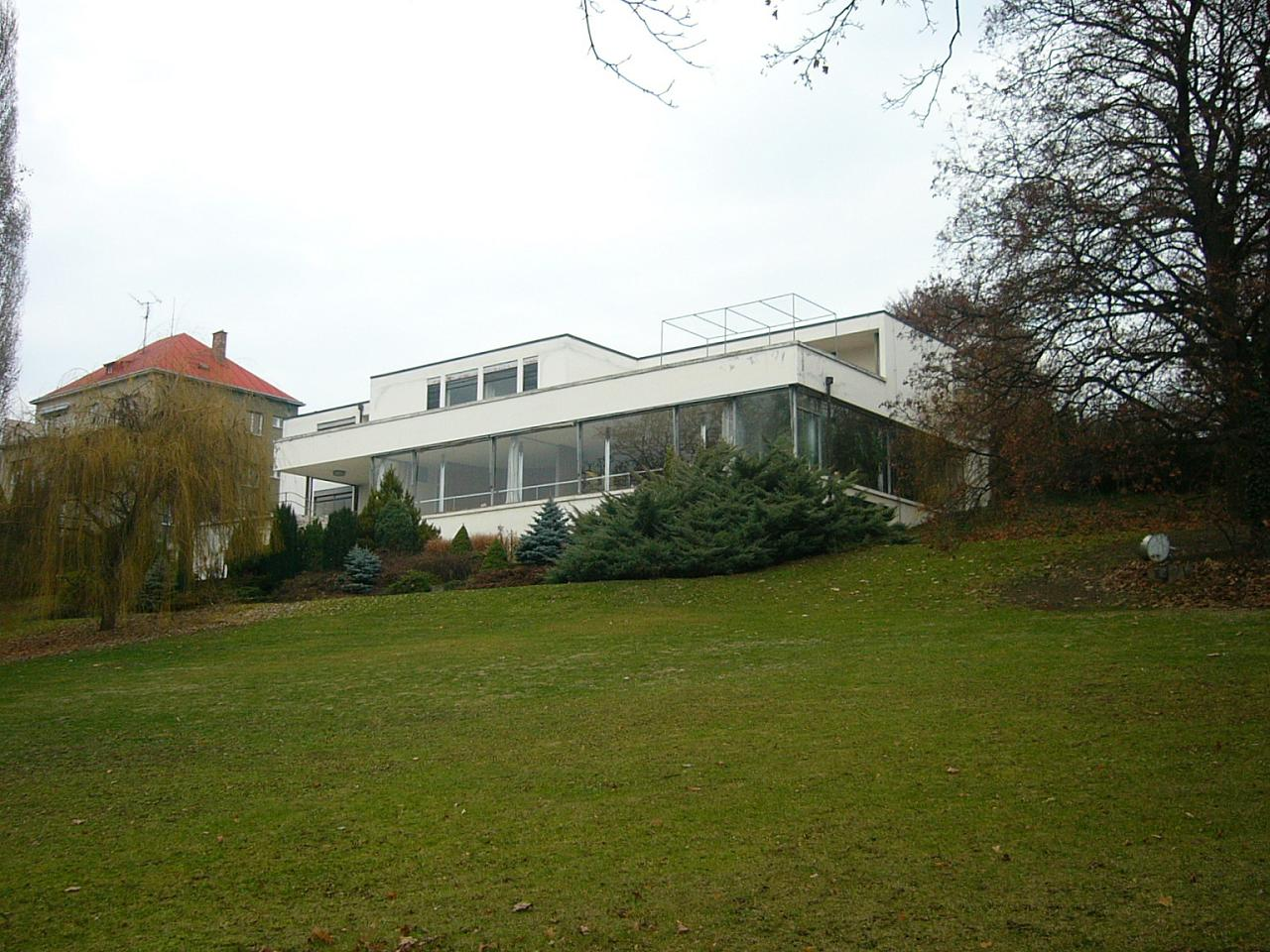
圖根哈特別墅
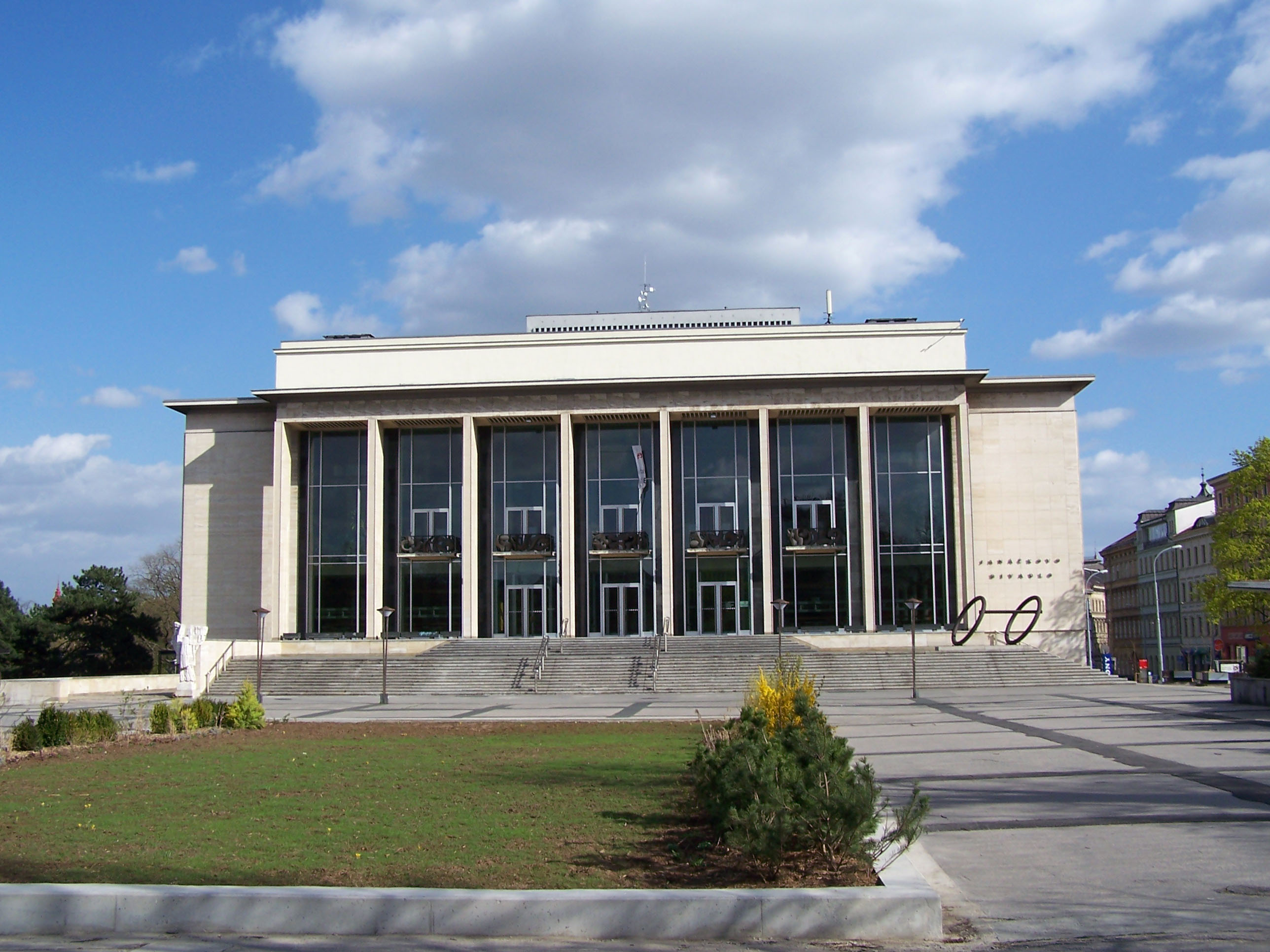
雅納切克劇院
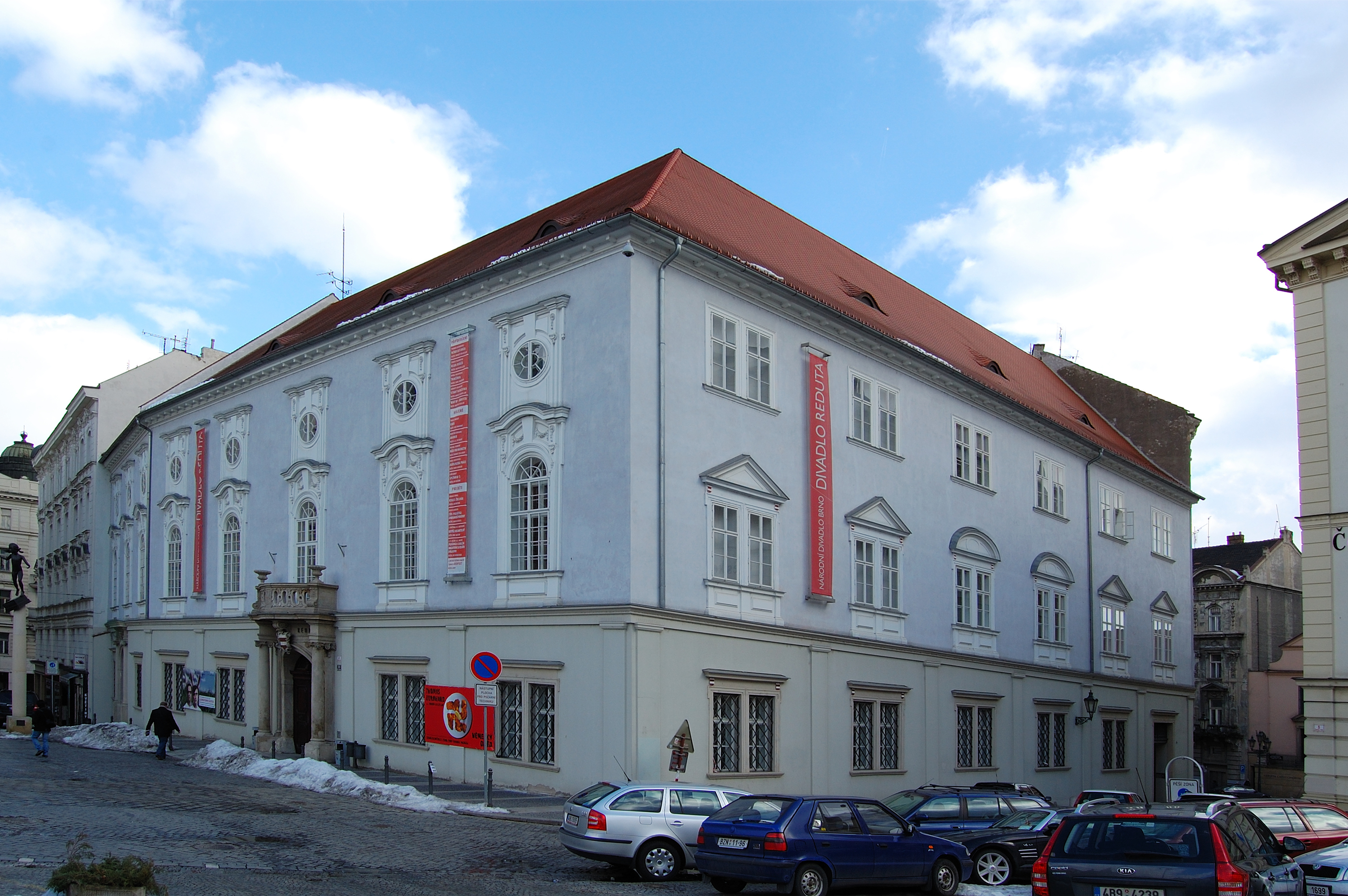
瑞都塔劇院

| Brno-Tuřany (1961-1990)               | Brno-Tuřany (1961-1990) | Brno-Tuřany (1961-1990) | Brno-Tuřany (1961-1990) | Brno-Tuřany (1961-1990) | Brno-Tuřany (1961-1990) | Brno-Tuřany (1961-1990) | Brno-Tuřany (1961-1990) | Brno-Tuřany (1961-1990) | Brno-Tuřany (1961-1990) | Brno-Tuřany (1961-1990) | Brno-Tuřany (1961-1990) | Brno-Tuřany (1961-1990) | Brno-Tuřany (1961-1990) |
| 月份                                  | 1月                     | 2月                     | 3月                     | 4月                     | 5月                     | 6月                     | 7月                     | 8月                     | 9月                     | 10月                    | 11月                    | 12月                    | 全年                    |
| ------------------------------------- | ----------------------- | ----------------------- | ----------------------- | ----------------------- | ----------------------- | ----------------------- | ----------------------- | ----------------------- | ----------------------- | ----------------------- | ----------------------- | ----------------------- | ----------------------- |
| 日均气温 °C（°F）                     | −2.5 (27.5)             | −0.3 (31.5)             | 3.8 (38.8)              | 9.0 (48.2)              | 13.9 (57.0)             | 17.0 (62.6)             | 18.5 (65.3)             | 18.1 (64.6)             | 14.3 (57.7)             | 9.1 (48.4)              | 3.5 (38.3)              | −0.6 (30.9)             | 8.7 (47.7)              |
| 平均降水量 mm（）                     | 24.6 (0.97)             | 23.8 (0.94)             | 24.1 (0.95)             | 31.5 (1.24)             | 61.0 (2.40)             | 72.2 (2.84)             | 63.7 (2.51)             | 56.2 (2.21)             | 37.6 (1.48)             | 30.7 (1.21)             | 37.4 (1.47)             | 27.1 (1.07)             | 490.1 (19.30)           |
| 月均日照時數                          | 45.3                    | 71.6                    | 121.5                   | 169.1                   | 219.1                   | 221.0                   | 234.9                   | 217.9                   | 161.9                   | 124.0                   | 51.3                    | 40.1                    | 1,677.4                 |
| 来源：Český hydrometeorologický ústav |                         |                         |                         |                         |                         |                         |                         |                         |                         |                         |                         |                         |                         |

## 外部連結
- 圖根達別墅網站